# Pizzo Tambo
Der Pizzo Tambo (auch Tambò) (3279 m ü. M.), – deutsch Tambohorn, rätoromanisch Piz Tambo mit seiner vierkantigen Gipfelpyramide ist der höchste Berg der Tambogruppe auf der italienisch-schweizerischen Grenze.

## Lage
Der Pizzo Tambo liegt zwischen dem Val Curciusa im Westen und dem Splügenpass im Osten. Da er vom Hinterrheintal aus gut sichtbar ist, wird er auch als Hausberg Splügens bezeichnet. 
Politisch ist der Berg wie folgt einzuordnen:
- Italien – Lombardei – Provinz Sondrio – Gemeinde Madesimo
- Schweiz – Kanton Graubünden – Bezirk Moesa – Kreis Misox – Gemeinde Mesocco

## Tamboalp
Die nördlich gelegene Alp Tambo ist das Sömmerungsgebiet des Viehbestandes der Gemeinde Felsberg und war um 1831 von dieser käuflich erworben worden. Seit 1938 ist die Alpgenossenschaft Tambo die Pächterin der Alp. Im Jahr 2020 wurde die Alp während 82 Tagen bestossen und lieferten 91 Milchkühe 67'304 kg Milch. Die daraus auf der Tamboalp produzierten rund 7 Tonnen Alpkäse erhielten eine Höchstbewertung für eine Goldprämierung der Landwirtschaftlichen Schule Plantahof des Kantons Graubünden.

## Begehung
Berggänger und Skitourengeher geniessen vom Gipfel eine weite Aussicht und Tiefblick ins Areuatal. Vom Splügenpass aus erreicht man den Gipfel über einen hochalpinen Steig.

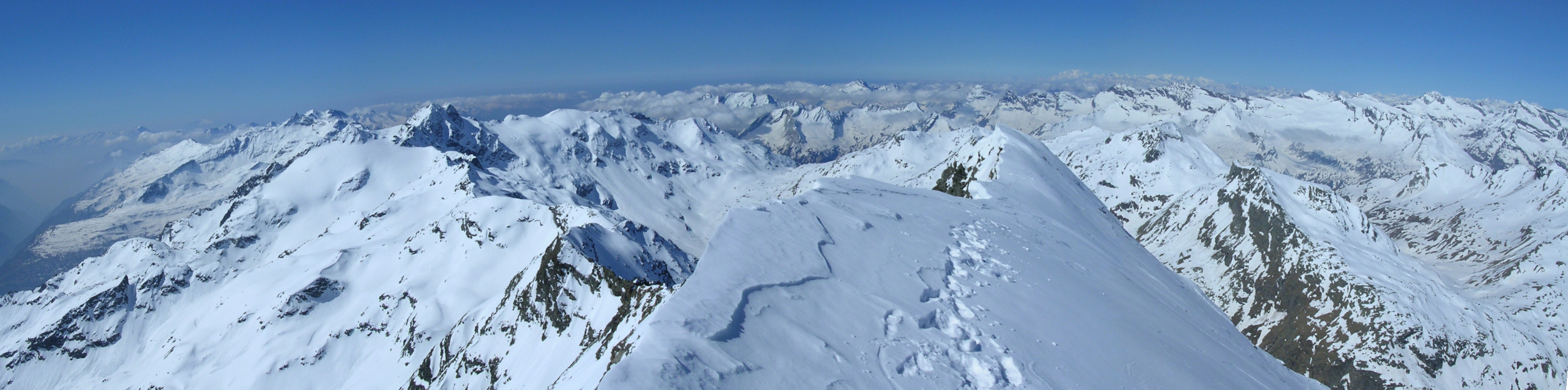
Gipfelpanorama auf dem Pizzo Tambo / Ende Mai 2004

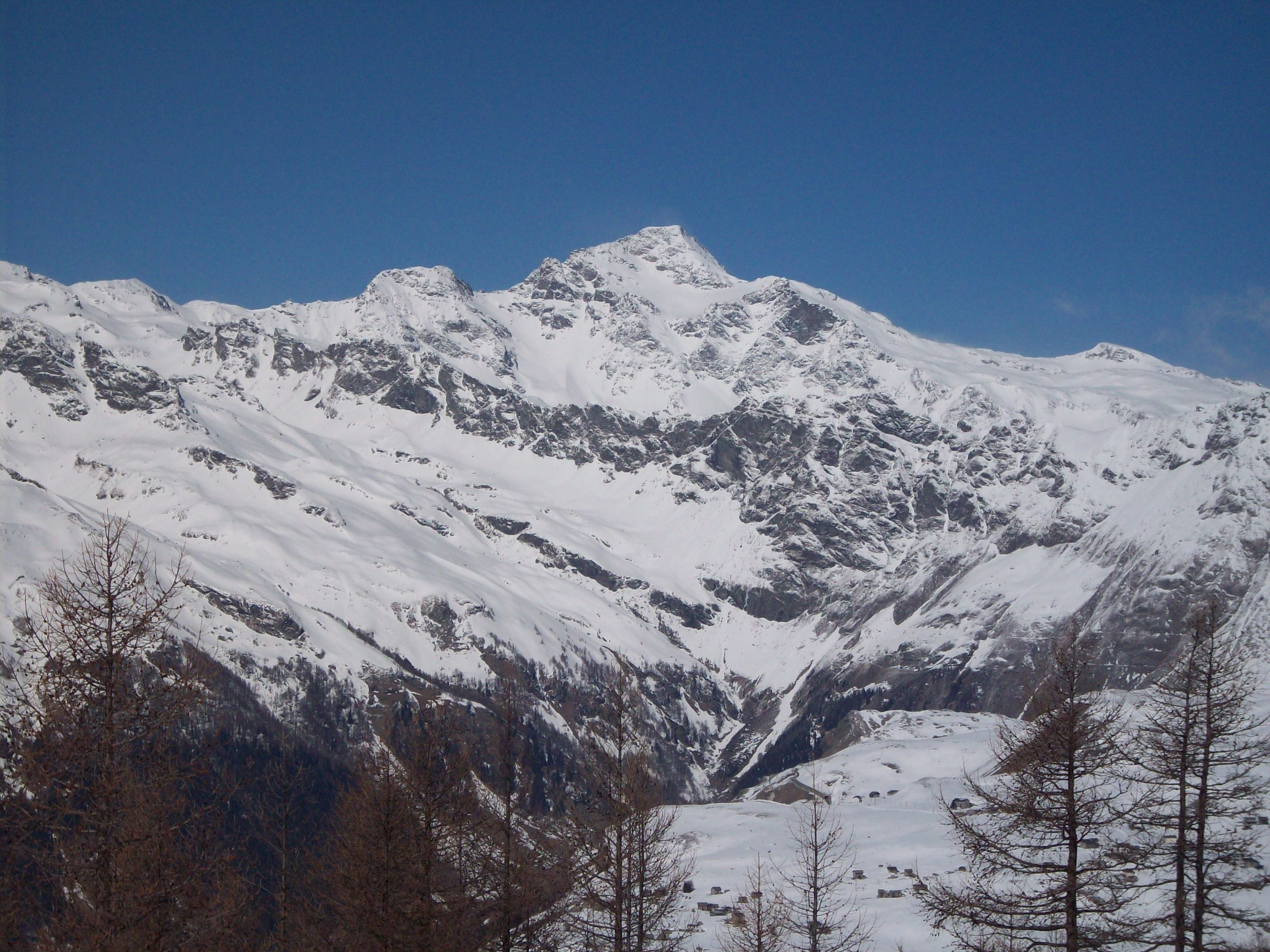
Pizzo Tambo, Madesimo